# Drugi Sokół Lwów
Drugi Sokół Lwów – polski klub piłkarski z siedzibą w mieście Lwów, działający w latach 1922–1939.

## Historia
Chronologia nazw:
- 1922: L.S.K.S. [Lwowski Sokólski Klub Sportowy] Orlęta Lwów
- 1923: S.D.S. [Sokólska Drużyna Sportowa] II Orlęta Lwów
- 1924: D.S. [Drużyna Sportowa] Drugi Sokół Lwów
- 192?: T.G. [Towarzystwo Gimnastyczne] Drugi Sokół Lwów
- 1939: klub rozwiązano

Sokólski Klub Sportowy Orlęta został założony we Lwowie na początku lat 20. XX wieku i działał w ramach Towarzystwa Gimnastycznego "Sokół". W 1922 roku drużyna zadebiutowała w rozgrywkach Klasy C podokręgu Lwowskiego Lwowskiego OZPN. W debiutowym sezonie zespół zajął drugie miejsce w grupie II i awansował do Klasy B. W 1923 występował pod nazwą S.D.S. II Orlęta, zajmując najpierw trzecie miejsce w grupie A podokręgu lwowskiego, a potem ostatnie czwarte miejsce w barażach o utrzymanie się w klasie B. Ale, 11 kwietnia 1924 Wydział Gier i Dyscypliny PZPN unieważnił wyniki rozgrywek klasy B Lwowskiego OZPN. W rezultacie nikt nie awansował do klasy A, a lwowskie "Orlęta" i stanisławowski "Hakoah", które w barażach o utrzymanie zajęły ostatnie miejsca w turnieju i miały spaść do klasy C, pozostały w klasie B. Przed rozpoczęciem mistrzostw 1924 klub zmienił nazwę na Drugi Sokół i zakończył sezon na trzeciej pozycji w grupie I podokręgu Lwów Klasy B. W 1930 zespół zwyciężył w podokręgu Lwów Klasy B, a potem w turnieju finałowym Klasy B również odniósł zwycięstwo, awansując do Klasy A. W 1931 roku drużyna zadebiutowała w rozgrywkach Klasy A Lwowskiego ZOPN, kończąc sezon na czwartej pozycji. Przez kolejne 8 lat występował na najwyższym poziomie rozgrywek. W sezonie 1937/1938 zajął ostatnie 14.miejsce w Lidze Okręgowej LZOPN i został zdegradowany do Klasy A. W następnym sezonie został sklasyfikowany na czwartej lokacie w Klasie A okręgu Lwów.
We wrześniu 1939, kiedy wybuchła II wojna światowa, klub przestał istnieć.

## Sukcesy
- Klasa A Mistrzostw Lwowskiego ZOPN:
  - 3. miejsce (1x): 1932